# PAN
Персональна мережа   (англ. Personal Area Network, PAN) — це мережа, побудована «навколо» людини. Такі мережі покликані об'єднувати усе персональне електронне обладнання користувача (телефони, КПК, ноутбуки, гарнітури і т. д.). Такими стандартизованими мережами в наш час[коли?] є Bluetooth, ZigBee, Piconet.
Персональна мережа Bluetooth (PAN) — це технологія, яка дозволяє створити мережу Ethernet з безпроводовими зв'язками між портативними комп'ютерами, мобільними телефонами та кишеньковими пристроями. Можна підключитися до таких типів пристроїв Bluetooth, які працюють із персональною мережею (PAN): пристрій користувача персональної локальної мережі (PANU), пристрій групової мережі без точок доступу (GN) або пристрій мережі з точками доступу (NAP).
Докладніше про функції кожного з них:
- Пристрої PANU. Підключення до пристрою PANU з підтримкою Bluetooth створює мережу без точок доступу, яка включає ваш комп'ютер і пристрій.

- Пристрої GN. Підключення до пристрою GN з підтримкою Bluetooth створює мережу без точок доступу, яка включає ваш комп'ютер, пристрій GN та інші пристрої PANU, підключені до цього пристрою GN.

- Пристрої NAP. Підключення до пристрою NAP з підтримкою Bluetooth дозволяє підключити комп'ютер до більшої мережі, наприклад, домашньої мережі, корпоративної мережі або Інтернету.

## Особливості PAN
- Мале число абонентів (мережа повинна підтримувати роботу до 8 учасників)
- Невеликий радіус дії, до 30 метрів (100 футів)
- Некритичність до напрацювання на відмову.
- Всі пристрої, що входять до PAN-мережі, є можливим контролювати.
- Відсутність арбітражу середовища. Це означає, що нема вбудованих засобів контролю, як і хто може працювати з цим типом мережі — ні.

## Підключення до персональної мережіBluetooth(PAN) уWindows Vista
Під час підключення до персональної мережі Bluetooth ви отримуєте доступ до всіх пристроїв із підтримкою Bluetooth і комп'ютерів, які входять до персональної мережі. Це простіше, ніж підключатися окремо до кожного з багатьох пристроїв чи комп'ютерів. Підключення до персональної мережі автоматично створює TCP/IP підключення між комп'ютером і пристроєм Bluetooth чи іншими комп'ютерами. Наприклад, за допомогою персональної мережі можна підключитися до іншого комп'ютера, щоб мати спільний доступ до файлів або ігор.
Відкрийте діалогове вікно «Мережні підключення». Для цього натисніть кнопку Пуск, виберіть пункт Панель керування, потім виберіть розділ Мережа й Інтернет, виберіть пункт Центр мережних підключень і спільного доступу і виберіть пункт Керування мережними підключеннями.
У вікні Персональна мережа, клацніть піктограму Мережне підключення Bluetooth.
На панелі інструментів натисніть кнопку Перегляд мережних пристроїв Bluetooth.
У діалоговому вікні Пристрої персональної мережі Bluetooth, у пункті Пристрої Bluetooth, виберіть пристрій, до якого слід підключитися, і натисніть кнопку Підключити.
Якщо потрібного пристрою немає у списку, можливо, він не підтримує послуги персональної мережі (PAN). Якщо ви впевнені, що пристрій підтримує послуги персональної мережі (PAN), спробуйте встановити пристрій ще раз.

## Персональні та офісні комп'ютерні мережі на основі Bluetooth
Bluetooth — стандарт бездротових персональних мереж (PAN), призначений для обміну інформацією між персональними комп'ютерами (комп'ютеризованими пристроями) і комп'ютерною периферією — принтерами, цифровими фотоапаратами, пристроями управління (маніпуляторами) і телефонною гарнітурою. Існує три класи Bluetooth — пристроїв. Bluetooth «Клас 2» дозволяє встановити з'єднання між пристроями на відстані до 10 метрів і передавати дані зі швидкістю близько 700 Кбіт/с. Bluetooth «Клас 1» дозволяє встановити з'єднання між пристроями на відстані до 100 метрів і передавати дані зі швидкістю близько 2100 Кбіт/с. Bluetooth не призначений для обміну інформацією між комп'ютерами.
Одній із загальних цілей, яку переслідує інститут інженерів по електротехніці і електроніці (Institute of Electrical and Electronics Engineers — IEEE) і спеціальна робоча група Bluetooth SIG, є глобальне використання безпровідних персональних мереж (Personal Area Network — PAN). Робоча група IEEE 802.15 створює стандарти, які забезпечать фундамент для широкого впровадження взаємодіючих пристроїв, шляхом встановлення загальних правил для безпровідних цифрових комунікацій.
Метою робочої групи IEEE 802.15 є створення єдиного стандарту, який ефективно співіснуватиме з іншими безпровідними мережами, оскільки технології LAN IEEE 802.11b, PAN IEEE 802.15 і безпровідна технологія Bluetooth спеціально спроектовані для пристроїв, використовуваних в будинку або офісі.
Пристрої в пікомережі можуть бути двох типів: основний пристрій — майстер (master) і підлеглий пристрій (slave). Майстер — це пристрій в пікомережі, чий годинник і послідовність стрибкоподібної перебудови частоти використовуються для синхронізації всіх підлеглих пристроїв. У пікомережі може бути лише один майстер.
Пристрій, який виконує процедури виклику і встановлює з'єднання за умовчанням є майстром з'єднання. Підлеглими пристроями в пікомеоежісети є ті, які синхронізовані до годинника майстра і до його послідовності стрибкоподібної перебудови частоти.
Топологія мережі Bluetooth описана як структура з декількома пікомережами. Технічні вимоги Bluetooth визначають як з'єднання point-to-point, та і point-to-multipoint, тому при необхідності можуть бути встановлені і зв'язані між собою декілька пікомереж. Така топологія називається розосередженою мережею (scatternet).
Реальною розосереджені пікосеті не погоджені, стрибкоподібна перебудова частоти в них відбувається незалежно. Декілька пікомереж можуть бути зв'язані між собою довільним чином, так що кожна пікомережа визначається своєю послідовністю стрибкоподібної перебудови частоти. Всі пристрої, об'єднані в пікомережу, синхронізовані до цієї послідовності. Хоча в неліцензованому діапазоні ISM не допускається синхронізація декілька пікомереж, модулі Bluetooth можуть працювати в різних пікомережах за допомогою тимчасового розділення каналів (Time Division Multiplexing — TDM). Це дозволяє модулю послідовно працювати в різних пікомережах, у будь-який момент часу будучи активним лише в одній з них.
За допомогою протоколу виявлення послуг безпровідна технологія Bluetooth надає широкі можливості для організації мережі, включаючи створення персональних мереж, де всі пристрої окремого користувача можуть зв'язуватися між собою по радіоканалу. Технічні заходи безпеки гарантують, що пристрої Bluetooth несанкціоновано не взаємодіятимуть один з одним в суспільних місцях.